# Асырджиев, Христо
Христо Тодоров Асырджиев (болг. Христо Тодоров Асърджиев, 27 февраля 1924 — 6 февраля 2003) — болгарский журналист, редактор, автор и организатор газеты «Труд» в Болгарии и профсоюзной печати.
Христо Асырджиев родился в Софии. Окончил Первую мужскую гимназию в 1943 г. Служил в болгарской армии в качестве фельдфебеля-школьника в Школе запасных офицеров (ШЗО) в 1943—1945 гг., в 1964 г. окончил Академию общественных наук и социальное управление АОНСУ (Высшая партийная школа при ЦК БКП) 1961—1964. Один из создателей современной газеты «Труд» — с первого номера 15 сентября 1946 г., наряду с Асеном Бояджиевым, Бертой Калаорой, Борисом Николовым и др. Работал в команде с такими видными болгарскими журналистами, как Кирилл Янев, Коста Андреев, Владислав Панов, Тошо Тошев, Райна Вылчева. Корреспондент газеты «Труд» в Праге (1967—1970) и в Москве (1977—1982). Сыграл роль в популяризации в Болгарии Антонина Аркадьевича Раменского о «пятисотлетней учительской династии» и её связях с Болгарией.
Ответственный секретарь газеты «Труд» в 1970—1977 и 1982—1986 гг. Кавалер престижных государственных наград, а также медалей Союза журналистов (Болгарии), Центрального совета Болгарских профессиональных союзов (БПС) и др. Лучший специалист и эксперт в Болгарии в области международных профсоюзных отношений в 1970—1990 годы.